# جيف دروست
جيف دروست (بالإنجليزية: Jeff Drost)‏ هو لاعب كرة قدم أمريكية أمريكي، ولد في 1964.